# Armitstead-Denkmal

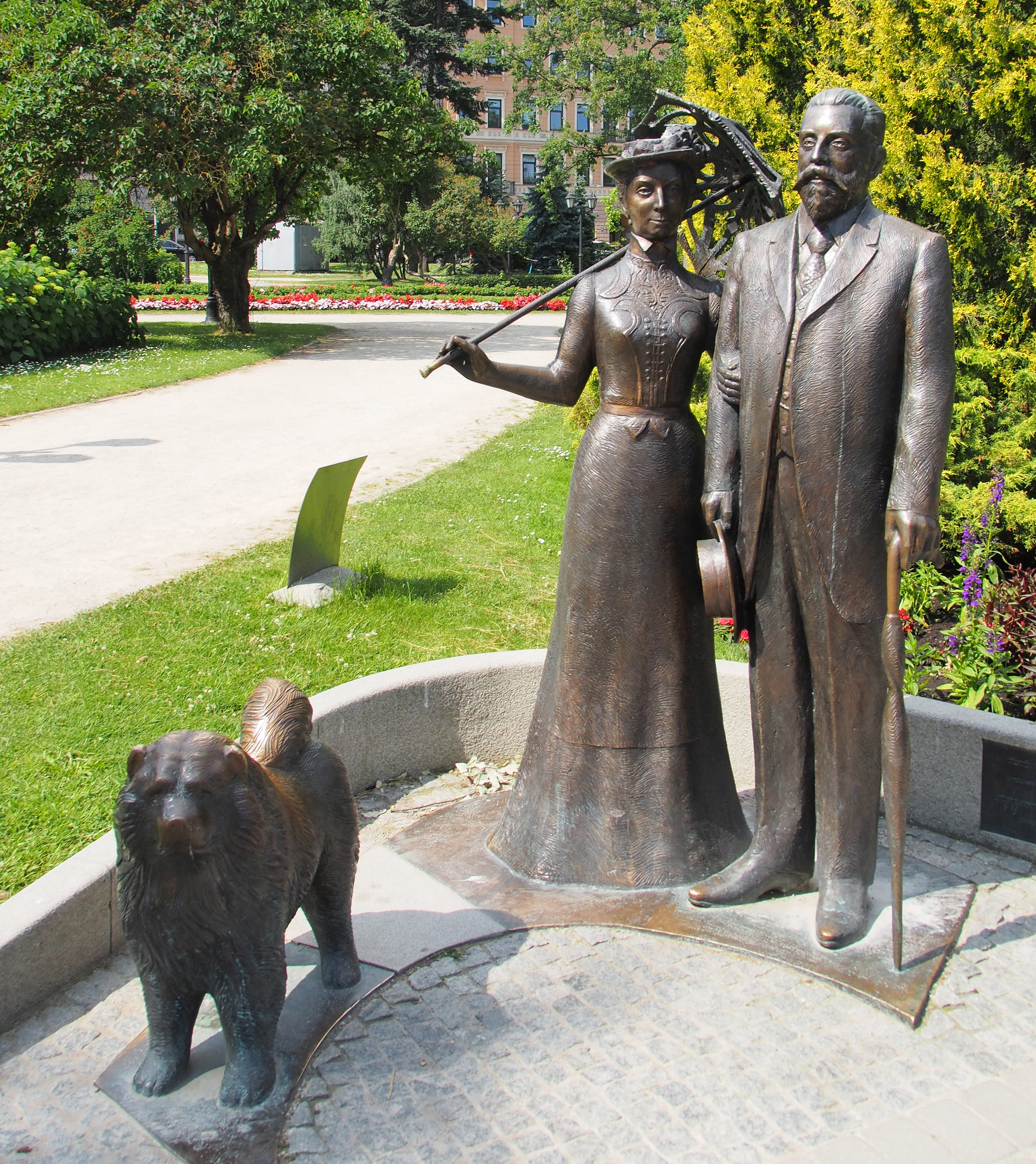
Armitstead-Denkmal

Das Armitstead-Denkmal ist ein Denkmal für den Bürgermeister der Stadt Riga George Armitstead in der lettischen Hauptstadt.
Es befindet sich im Park Basteiberg am östlichen Rand der Rigaer Altstadt, nördlich vor der Lettischen Nationaloper. Unmittelbar östlich des Denkmals verläuft der Stadtkanal.
Das Denkmal wurde im Jahr 2006 vom Bildhauer Andris Vārpa geschaffen, als Architektin war Kristīne Vīzine, als Metallbearbeiter Denis Gocchiyev tätig. Die Finanzierung erfolgte durch den Unternehmer Jewgeni Gomberg und Rodney Radcliffe, einen Verwandten Armitsteads. Das am 18. Oktober 2006 von der britischen Königin Elisabeth II. und der lettischen Präsidentin Vaira Vike-Freiberga enthüllte Denkmal zeigt als lebensgroße Skulptur den von 1901 bis 1912 amtierenden Bürgermeister George Armitstead. Er befindet sich dabei in Begleitung einer seine Ehefrau Cecile Armitstead darstellenden Skulptur. Dem Paar zur Seite steht ihr Chow-Chow Sunset.
Hinter der Figurengruppe befindet sich eine Tafel mit Inschrift in lettischer und englischer Sprache, die die Namen der dargestellten Personen, das Datum und die Tatsache der Enthüllung durch Elisabeth II. sowie die Namen der Finanziers nennt.